# 형수 (영화)
"형수"는 1967년 공개된 대한민국의 영화이다.

## 배역
- 고은아
- 남진
- 남궁원
- 한은진
- 최남현
- 김정옥
- 안인숙
- 임석경
- 이수련
- 남기숙
- 최재호
- 추봉
- 성소민
- 강계식